# 絶体絶命でんぢゃらすじーさん3〜果てしなき魔物語〜
『絶体絶命でんぢゃらすじーさん3〜果てしなき魔物語〜』（ぜったいぜつめいでんぢゃらすじーさん3 はてしなきまものがたり）は、2004年12月16日にキッズステーションから発売された、ゲームボーイアドバンス向けアクションゲームである。初回特典に、作者の書き下ろし絵本「せいねんとせきぞう」が付属。
タイトルに「3」とあるが、漫画『絶体絶命でんぢゃらすじーさん』のゲーム化作品としては第4弾にあたる。

## あらすじ
ある日、学校の宿題で読書感想文を書くことになった孫。「桃太郎」について書くものの、なかなか進まず困っていたら、「本当の昔話」を教えてやると言うじーさんと共に、物語の世界へ吸い込まれてしまった。果たして彼らは、何故か物語の世界に吸い込まれた校長や、じーさんが呼んだゲベと協力して、元の世界に帰ることができるのか。

## 登場人物
ゲーム中で声が出るがアニメとは別声優（足立友、四宮豪）が担当した。また、パッケージイラストにはちゃむらいも登場しているが、本編ではちび彦（兄）の城の中に石像が登場したのみ。
じーさん
このゲームの主人公。孫やゲベ、校長と一緒に物語の世界に吸い込まれてしまった。思い立ったらすぐに行動する性格でロケットを探す際に必要なはかせの居場所を聞かなかったり、木星まで行って宇宙征服を企てる等、かなりの食いしん坊で桃太郎の黍団子やお菓子の家を美味しさのあまり全部食べてしまう程。その一方で元の世界に帰るにはラスボスを倒すのが常識と発言するなど、絵本の物語は知っているかのように詳しい。赤ずきんの大ファン。ゲームオーバー時にコンティニューすると髪の毛が生える。終盤で校長と「メガフュージョン」を行い、「ハイパーカメ」に合体変身を遂げたが、制限時間が短く、魔物語（最終形態）と戦う前に元に戻ってしまった。最終決戦後、ダメージが大きすぎて一度死んでしまうが、神様ならぬカメさまの力によって生き返る。エピローグでは自分の物語を作ると決心し、数か月かけて完成させる。その物語の内容はランダムであり、3種類存在する。「ボインの桃太郎」の場合はアダルトすぎる内容だったために孫によって警察に通報され、「きのこの大冒険」の場合はあまりにも適当な内容だったために孫に呆れられ、「ドキドキするストーリー」の場合はあまりの完成度の高さに孫に絶賛されて1年後にベストセラーになる。
孫
学校の宿題で読書感想文を書くことになったが、じーさんの大袈裟な考えで一緒に物語の世界に行かされてしまう羽目になった。ことある毎に喧嘩をするじーさんと校長の仲裁役でもある。多くの女性キャラに惚れられるが、じーさんや校長に濡れ衣を着せられる等悲惨な目に遭う事が多い。
校長
絵本の世界に入った後に記憶喪失になったが、じーさんによって元に戻る。自分が偉くないと気が済まないタイプで、ボス戦では度々闘士を燃やしており、絵本の人物と鉢合わせたにもかかわらず、孫を酷い目に遭わせたり、はかせをガキ扱いする等かなり乱暴な面もある。終盤でじーさんと「メガフュージョン」を行い、「ハイパーカメ」に合体変身する。じーさんから借金していたらしい。
ゲベ
じーさんが呼んだと同時に現れた。チョメ姫の正体をいち早く見破ったが、「バケモノ」と暴言を吐いたことで彼女の逆鱗に触れてしまった。出番が少ないことを気にしている。
桃太郎
孫が読書感想文で書こうとしていた絵本の主人公。旅にでる前にじーさんに黍団子を全部食べられた上、泥団子に変えられてしまい、本来お供になるはずの三匹（イヌ、猿、キジ）に逃げられてしまう。それが原因で、一度はグレて鬼の下に付こうとしたが、孫に説得された事で彼に惚れてしまい、以降じーさん一行に付いて行く。フィールドでは、孫を選んだときに召喚ができる。
三匹の子豚
ウルフルと縄張り争いをしている豚の3兄弟。兄弟最強を豪語する長男、ナルシストな次男、臆病だが賢い三男からなる。じーさん達がウルフルを倒したことを聞いたが、最初は信じなかった。その後じーさんに「ステーキにされたいのか」と脅されたことで渋々服従し、孫の力になった。フィールドでは、孫を選んだときに召喚ができる。
ヘンゼルとグレーテル
ロバの父親とニワトリの母親「コケーテル」に育てられた兄弟。父親と喧嘩して魔女ガリータのお菓子の家に家出していた。ヘンデルは入浴を、グレーテルはアップルパイを作っていた。最終的には父親と和解した様子。
長靴を履いたネコ
じーさんに彼の長靴をゲロを吐かれたことで激怒し、関与していなかった孫に責任を取らせた。ちび彦には口が悪い。
ブレーメンの音楽隊
お化けが出ると噂の小屋に住んでいた動物達。メンバーはニワトリの「コッコリータ・コケコッコ―」、ネコの「ネコローネ・マタタビ」、イヌの「犬山イヌ太郎」、ロバの「ロバ」の四匹。じーさんに30円を渡し、孫を音楽隊のメンバーにした。その際じーさんは「鬼が島の鬼を退治するまでお共する」という条件を出したが、快く受け入れている。フィールドでは、孫を選んだときに召喚ができる。
かぐや姫
ラビ・ナンボヤネンによって月にさらわれていた姫。結婚を中止させるべくじーさん達に祈りを届け、山の上にいるはかせの事を伝えた。じーさん達の活躍で救出され、孫の力になった。フィールドでは、孫を選んだときに召喚ができる。
はかせ
山の上に住んでいる博士。見た目は子供そのものだが、ロケットを作り上げるほどの大天才。かぐや姫救出のためにロケットを使いたいというじーさん達に、「月の石を持ってくる」という条件付きでロケットを貸す。その後、じーさん達が持ってきた月の石を調べたところ、ただの石だった。その石は最終的に校長に食べられるが、彼曰く「イチゴの味がしてとても美味しい」とのこと。自分をガキ扱いした校長には冷たい。
浦島太郎
浦島太郎の主人公。強欲かつ傲慢な性格で、周囲からも嫌われている。３年間も風呂に入っていないせいで亀を助けたにもかかわらず嫌味を言われ、恩返しをさせようと脅したところでじーさんに制裁された。その後竜宮城にて再び登場し、この物語の主役であることを露骨にアピールし、主役が脇役に逆らうのかと豪語して宝物を奪おうとするが、逆に亀の怒りを買って再び制裁された。やがて地上にてじーさん達と鉢合わせし復讐をもくろむが、じーさんの策略で玉手箱を渡され、それを開けたことで老人になってしまった。
亀
子供達に苛められていた亀。本来なら竜宮城へ導くはずだった浦島太郎を逆に毛嫌いし、脅されたところをじーさんに助けてもらった。だが、3人と一匹まとめては無理だと言う理由でじーさんを乗せずに泳がせた。荒い一面もあり、浦島太郎に２度目の脅しを受けた後は必殺技「究極奥義・てんくう亀真剣・亀百列拳」で反撃した。
コマンダー鬼五郎
鬼軍団のボス。魔物語の刺客として孫に襲い掛かるが、ゲベによって食べられてしまった。しかしこれが魔物語の怒りを買う羽目となってしまう。

## じーさん一行

### ハート
いわゆる体力ゲージ。最初3しかないが、隠しステージにある宝箱をあけると最大7まで増える。ダメージを受けるたびに一つ減っていくが、ステージにある桃を食べると回復する。クリア画面ではたくさんの桃が現れ、Aボタンでジャンプして採ると、その時採れた分だけ回復する。全部なくなると死んでしまい、「おむかえじゃ」という画面になる。この時「おわり」を選ぶとタイトル画面へ戻り、「つづき」を選ぶとその場で再開が出来る。

### 能力
それぞれ違う能力を使う。
じーさん（変身）
- じーさん

普段の姿。攻撃はパンチ。
- ニワトリじーさん

少しの時間だけ空を飛ぶ。攻撃は「にく～」という鳴き声。体力がなくなると鳥の丸焼きに変身する。
- サルじーさん

ロープなどに捕まって移動できる。攻撃は拳骨。
- ウナギじーさん

体から電気を発生させて敵を攻撃する。ただし、クラゲには効かない。体力がなくなると黒焦げになる。
- ロボじーさん

腕を飛ばして攻撃する。一度に2回相手にダメージを与えられる。体力がなくなると壊れて頭だけになる。
孫（召還）
- 孫

普段の状態。攻撃は突っ込み。
- 桃太郎

桃太郎の攻撃で相手にダメージを与える。攻撃中はじーさん一行の身動きが取れない。
- 三匹の子豚

子豚たちが力を合わせて敵に攻撃する。
- ブレーメンの音楽隊

音楽隊が一回ずつ攻撃する。
- かぐや姫

かぐや姫がロケットに乗って相手に突撃する。
校長（ガラクタ）
- 校長

普段の状態。攻撃はヘナチョコパンチ（ジャンプシュース、ジェットブーツ使用時も同様）。
- バズーカ

遠くの敵にウンコをバズーカでぶつける。
- ジャンプシューズ

Aボタンの後にAボタンを押す事により二段ジャンプが出来る。
- ジェットブーツ

斜めに飛んでいける。
- 火炎放射器

火炎放射で相手を攻撃する。ただし、火を噴く赤鬼には効かない。
ゲベ（ルビー）
- ゲベ

通常の状態。相手を食べる（緑のルビー、青のルビー使用時も同様）。
- 黄色のルビー

遠くの敵にオナラをぶつける。
- 緑のルビー

壁にへばりつく事が出来る。
- 青のルビー

水中で普通に動ける。
- 赤のルビー

火炎弾で攻撃できる。ただし、火を吹く赤鬼には効かない。

### ソリアクション
移動用のソリを使う技。
じーさん
体を回転させながらソリを投げ飛ばして敵を倒す。
孫
ソリを後ろから押して敵を倒す。
校長
ソリを投げ飛ばして敵を倒す。
ゲベ
ソリを食べて狭いところを移動する。ただし、ダメージを受けると吐き出してしまう。

### おたすけ
仲間の力を借りる技。
じーさん
ドリルブーツを装着して急降下する。
孫
「おせ」と書いてある岩を一緒に押す。
校長
仲間の操縦でミサイルのように飛んで敵を倒す。
ゲベ
爆破スイッチを押して周りにいる敵を倒す。ただし、ボスキャラには効かない。使うと体力が減る為、体力が1の時は使えない。

## 敵キャラクター
鬼平本部長
ステージ1のボス。桃太郎の村のはずれに前線基地を設けていた赤鬼。一見強そうに見えるが、実際は校長が「世界で一番偉い男」と聞いて驚愕するほど打たれ弱い上に涙もろい。金棒から鉄球を打ち出す。お酒が大好きで、じーさん達にやられた後、「あの伝説の酒を飲んでおけばよかった」と言った。
イン吉じーさん
ステージ2のボス。インチキな団子屋の老人。口から変な息を出す。
ウルフル
ステージ3のボス。スピードが早い狼。村のサル曰く「三匹の子豚と縄張り争いをしている」らしい。得意技は「ウルフファング」。
魔女ガリータ
ステージ4のボスの1人目。お菓子の家に住む魔女。ヘンゼルとグレーテルを鍋に入れて食べようとした。瞬間移動したり、魔法を使って攻撃する。
ちび彦
ステージ4のボスの2人目。人間をも食べようとする等非常に頭が悪い大男。後述する兄曰く「空から落ちたショックで頭が悪くなった」らしい。ジャンプの振動で天井からウンコや、岩を落としてくる。じーさん達に負けた後、長靴をはいたネコに城のガードマンとして雇われることになった。
ちび彦（兄）
ステージ5のボス。ちび彦の兄。こちらは頭が良く、英語も話せる。鼻水に見えるものはダイヤモンドと言うが、実際は本物の鼻水。技は弟と同じ。頭が悪くなった弟を軽蔑しているが、魔物語からは「バカ兄弟」と呼ばれた。
ラビ・ナンボヤネン
ステージ6のボス。凶悪なウサギ。ナルシストな性格で結婚をする為にかぐや姫をさらっていった。台詞がカタカナで敬語で話す。ハリセンや爆弾を使って戦う。
チョメ姫
ステージ7のボス。普段は美人だが、怒ると不細工になる乙姫。かぐや姫をライバル視しているらしい。じーさん達に「バケモノ」と罵倒されたことで襲い掛かった。最終的に倒され、玉手箱を奪われたが、浦島太郎に恩返しのキスをした。投げキッスで攻撃する。スタッフロールではじーさん達に一目ぼれしながら執拗に追いかけた。
魔物語（まぶつかたる）
このゲームのラスボス。じーさん一行が吸い込まれた物語の世界を創造した張本人。小さいころから物語が大好きで、毎晩母親から自分の大好きな昔話を聞かせてもらっていた。昔話を友達に呼んで聞かせてあげた後、悪口を言われてしまったが、大人になった今でも物語を愛する心を忘れてはいなかった。物語を滅茶苦茶にしたじーさん達に怒り戦いを挑むが、敗北後じーさんに、「物語をしっかり愛していれば誰にも変えられないはず」と一喝され、自分の心が負けていたことを悟り反省する。しかしその直後に悪しきオーラに飲み込まれ、最終形態である怪物の姿へと変貌してしまう。その後、じーさん達の活躍でもとの姿に戻り、「元の世界に帰ったら、今度はもっとみんなが幸せになれるような物語を書く」と決意する。戦闘では、てるてるさんの顔を模した追尾弾や顔が付いた大玉を投げる他、接近するとバネ式のパンチで攻撃してくる。最終形態時は、突風や口からの破壊光線、突進で攻撃してくる。
最強さん
隠しステージのボス。角が生えている。発売された頃、漫画で最強さんが喋らなかった為か、「サイキョウ サイキョウ」としか喋らなかった。ある隠しコマンドをファイルを選ぶ画面で入力すると、校長が現れる。すると、星を集めると入れるステージでボスとして登場する。巨大な手を自由自在に操り攻撃してくる。

## サブゲーム・曽山の大冒険
本編をクリアすると、ファイル選択画面でセレクトを押すことによって遊べる。また、ボスを倒して何かが起こるわけではない。なお、このサブゲームのデータは初回版にのみ入っている。

### あらすじ
作者曽山一寿が、いつも漫画ばかりかいていて飽きてきたという理由で、担当のニー・シマキを倒して夏休みを手に入れようとする。

### 登場人物
曽山
主人公。このゲームでは、お助けが使えない。ハートも三個だけでかなり弱い。攻撃はパンチのみ。
ニー･シマキ
このゲームのボス。攻撃は、ジャンプ、ビンタ、ダッシュ。モデルは当時の曽山の担当編集者だった西巻。